# Danielle Jones
Danielle Jones (nombre real: "Amy Mitchell") es un personaje ficticio de la serie de televisión británica EastEnders, interpretada por la actriz Lauren Crace del 18 de agosto de 2008 hasta el 3 de abril de 2009.

## Biografía
A los 14 años Ronnie Mitchell quedó embarazada de su primer novio Joel Reynolds, su padre Archie Mitchell desaprobó el  embarazo y a los pocas horas de haber dado a luz a la bebé a la cual Ronnie nombró Amy Mitchell, su padre le mintió diciéndole que la bebé había muerto y la puso en adopción. Más tarde la bebé fue adoptada por Andy y Lizzie Jones y la nombraron Danielle. Poco después de la muerte de Lizzie en el 2007, Danielle decide buscar a su madre adoptiva y se muda a Waldford.
Es muy buena amiga de Lacey Turner.